# Péristome

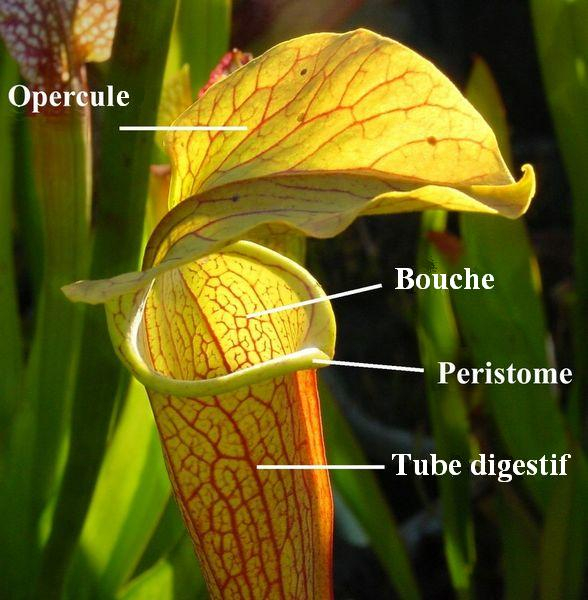
Schéma montrant l’emplacement du péristome d'une sarracénie.

Le terme péristome, qui vient directement de la langue grecque et veut dire « autour de la bouche », est par extension employé pour décrire diverses structures entourant l’ouverture d'un organe chez les plantes, certains invertébrés comme les mollusques ou rotifères et chez divers Protistes.

## Règne des Protistes

Schéma représentant une paramécie. Légende : 1 - vacuole contractile, 2 - canaux radiaux, 3 -vacuole alimentaire, 4 - macronoyau, 5 - micronoyau, 6 - cils vibratiles, 7 - péristome, 8 - cytopharynx, 9 - cytostome, 10 - cytoprocte.

Chez les Protozoaires tels que les ciliés, de nombreuses espèces possèdent une sorte d'entonnoir renversé à hauteur duquel on trouve des cils agglutinés qui forment le péristome où les aliments sont sélectionnés et dirigés vers le cytopharynx. 
Exemple de ciliés possédant un péristome : Stylonychia et Vorticelle.

## Règne végétal

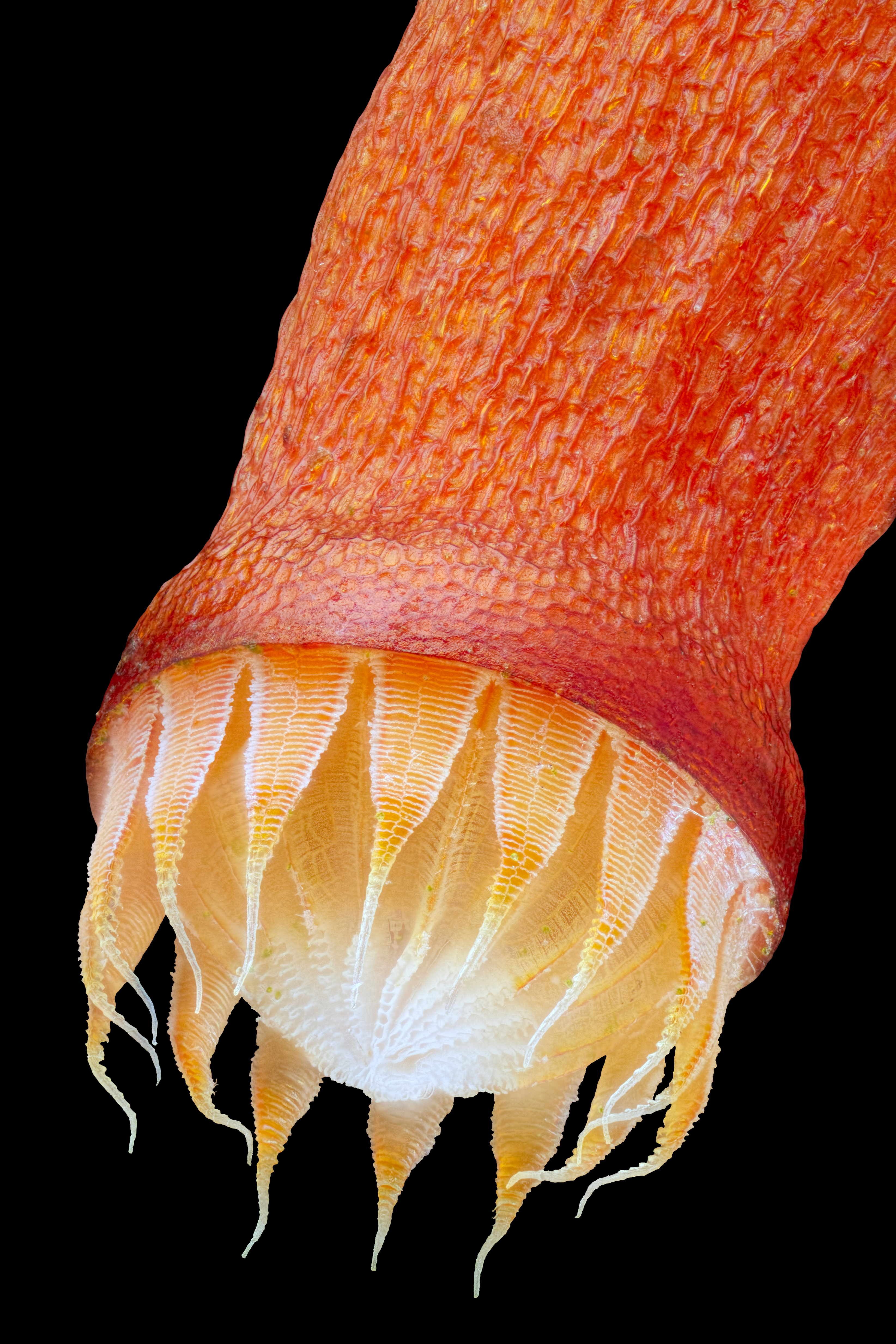
Péristome du bryophyte Bryum capillare.

Chez les mousses, le péristome est une structure spécialisée de la capsule du sporogone qui permet la libération progressive des spores. Il peut être nématodonte (constitué de  dents à un seul article) ou arthrodonte (à dents articulées, hygroscopiques). Dans ce dernier cas, le péristome peut être haplolépidé (une rangée de dents) ou diplolépidé (deux rangées de dents internes et externes, appelées respectivement endostome et exostome). Le sporophyte d'une mousse est formé d'un pied qui est rattaché au gamétophyte, pied prolongé par un pédicelle ou soie non ramifiée qui supporte une capsule (le sporange) s'ouvrant soit par des valves, soit par un couvercle ou opercule, ce qui libère les spores. Quand cet opercule tombe, l'entrée de la capsule est délimitée par un ou deux rangs de dents appelées péristome. Par temps humide, ces dents se rabattent et obturent la capsule ; par temps sec, elles se retournent vers l'extérieur, ce qui favorise la dispersion des spores par le vent.
Chez les plantes carnivores, le péristome est un anneau réfléchi de tissu qui entoure l'entrée du tube digestif. Souvent (par exemple chez Cephalotus follicularis) le péristome présente des « dents », ce qui facilite la rétention des proies.

## Règne animal

### Embranchement des mollusques Gastéropodes
Chez les escargots et les autres gastéropodes pourvus d'une coquille spiralée, il s'agit du rebord de l'ouverture de la coquille entourant le manteau. Le péristome est composé des dernières spires d’accroissement de la coquille. Un escargot est dit "bordé" lorsqu’il a le péristome réfléchi. Ses dernières spires sont alors concentrées et forment une bordure coquillière épaisse et légèrement relevée à la perpendiculaire des spires d'accroissement de coquille dite « juvénile ». 
La forme, l'épaisseur et la couleur du péristome ont souvent une grande importance dans l'identification des espèces de gastéropodes.
Le bourrelet palléal (avec lequel on confond parfois le péristome) est ce qui reste visible à l'intérieur du péristome quand l’escargot est rentré dans sa coquille.
La coquille est dite holostome lorsque le péristome est parfaitement arrondi, siphonostome lorsqu'il présente une encoche ou un canal.

### Échinodermes

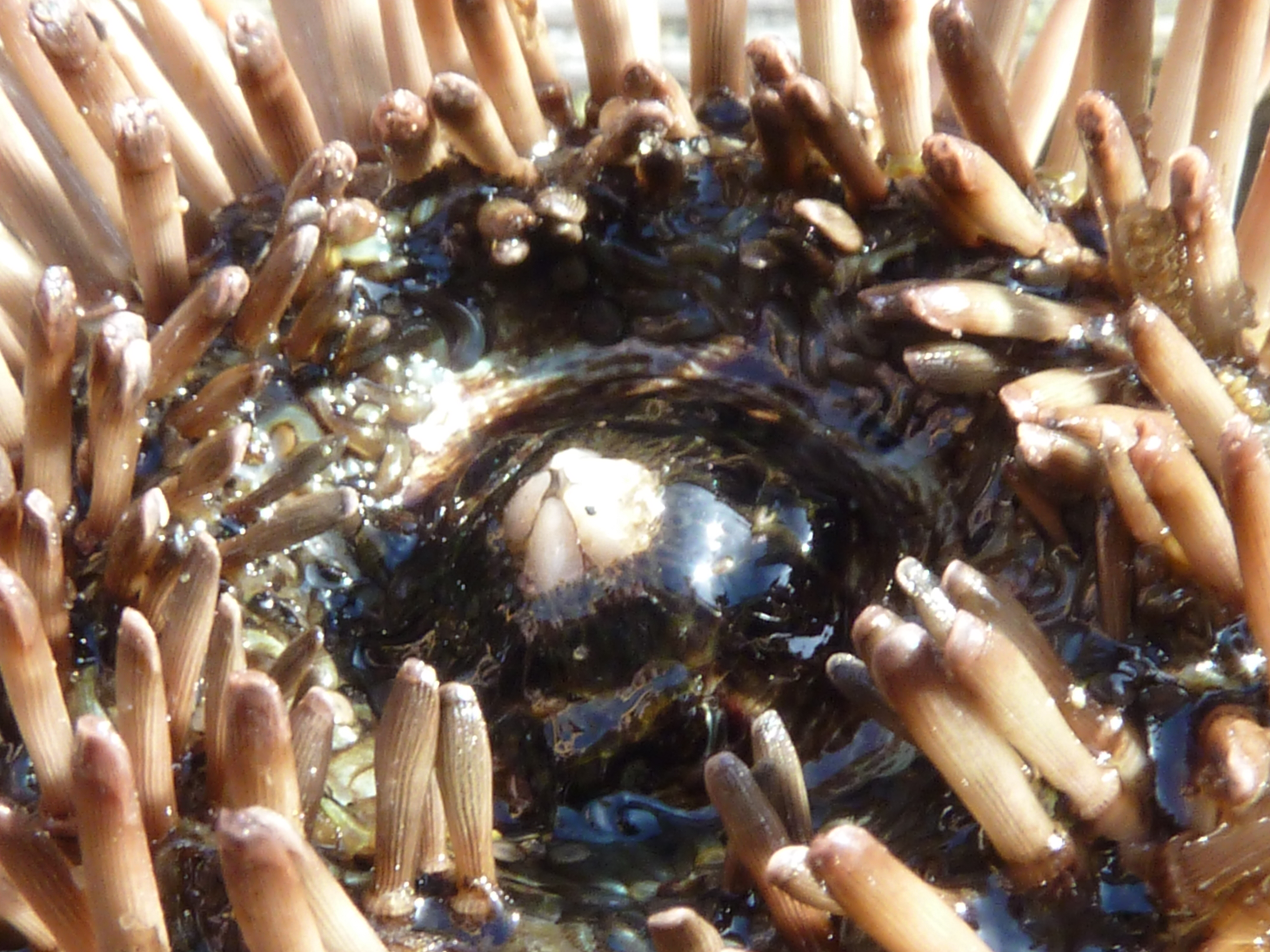
Péristome d'un oursin, Arbacia punctulata.

Chez les oursins, le péristome correspond à la région buccale, sur la face ventrale de l'oursin. Il correspond plus exactement à l'orifice ventral de l'animal, par opposition au périprocte situé au sommet de la face dorsale  et qui correspond à l'orifice anal.